# Легчилин, Алексей Дмитриевич
Алексей Дмитриевич Легчилин (бел. Аляксей Дзмітрыевіч Лягчылін; род. 11 апреля 1992, Гродно) — белорусский футболист, полузащитник клуба «Неман» (Гродно).

## Клубная карьера
Воспитанник гродненского «Немана», с 2009 играл за главную команду. В сезоне 2012 не появлялся на поле по причине травмы.
В сезоне 2013 лишь в июне стал попадать на скамейку запасных. 30 сентября 2013 после долгого перерыва вновь вышел на поле за основную команду «Немана». Быстро закрепился в основном составе на позиции опорного полузащитника.
В сезоне 2014 уже был прочным игроком основы, играл в опорной зоне. 7 мая 2014 ознаменовался дублем в ворота солигорского «Шахтёра» (итоговый счет 3:0). Всего за сезон 2014 забил 4 мяча. В сезоне 2015, несмотря на финансовые проблемы, остался в гродненском клубе, ещё более закрепившись в основе.
В январе 2016 года пополнил состав футбольного клуба «Минск». Успешно проведя сезон, Алексей попал в сферу интересов брестского «Динамо» и в начале 2017 года перешёл в стан «бело-синих». В первой половине сезона 2017 играл в стартовом составе на позиции опорного полузащитника, позднее стал реже появляться на поле. Мастер спорта Беларуси (2017).
В июле 2018 подписал контракт с «Неманом» сроком на 1,5 года. Закрепился в стартовом составе гродненской команды. В сезоне 2019 стал выходить на позиции центрального защитника. В декабре 2019 продлил контракт с клубом. В декабре 2022 года продлил контракт с клубом. В 2023 году потерял место в основном составе. В высшей лиге-2024 отыграл 8 матчей. Во всех выходил на поле со скамейки запасных.

## Международная карьера
Выступал за все молодежные сборные Беларуси с 2008 по 2013 год.
1 июня 2017 года дебютировал за национальную сборную в товарищеском матче против сборной Швейцарии (0:1), отыграв один тайм.

## Достижения
«Неман» Гродно
- Обладатель Кубка Беларуси (2): 2023/24, 2024/25
- Финалист Кубка Беларуси 2010/11, 2013/14

«Динамо» (Брест)
- Обладатель Кубка Беларуси: 2016/17, 2017/2018
- Обладатель Суперкубка Беларуси: 2018

## Статистика
| Клуб             | Сезон            | Лига             | Лига | Лига | Кубки | Кубки | Еврокубки | Еврокубки | Итого | Итого |
| Клуб             | Сезон            | Турнир           | Игры | Голы | Игры  | Голы  | Игры      | Голы      | Игры  | Голы  |
| ---------------- | ---------------- | ---------------- | ---- | ---- | ----- | ----- | --------- | --------- | ----- | ----- |
| Неман            | 2009             | Высшая лига      | 3    | 0    | 1     | 0     | 0         | 0         | 4     | 0     |
| Неман            | 2010             | Высшая лига      | 21   | 0    | 3     | 0     | 0         | 0         | 24    | 0     |
| Неман            | 2011             | Высшая лига      | 15   | 0    | 2     | 0     | 0         | 0         | 17    | 0     |
| Неман            | 2012             | Высшая лига      | 0    | 0    | 0     | 0     | 0         | 0         | 0     | 0     |
| Неман            | 2013             | Высшая лига      | 7    | 1    | 0     | 0     | 0         | 0         | 7     | 1     |
| Неман            | 2014             | Высшая лига      | 29   | 4    | 4     | 1     | 2         | 0         | 35    | 5     |
| Неман            | 2015             | Высшая лига      | 26   | 2    | 5     | 0     | 0         | 0         | 31    | 2     |
| Минск            | 2016             | Высшая лига      | 26   | 5    | 6     | 0     | 0         | 0         | 32    | 5     |
| Динамо (Брест)   | 2017             | Высшая лига      | 23   | 3    | 6     | 2     | 2         | 0         | 31    | 5     |
| Динамо (Брест)   | 2018             | Высшая лига      | 6    | 0    | 3     | 0     | 0         | 0         | 9     | 0     |
| Неман            | 2018             | Высшая лига      | 13   | 3    | 1     | 0     | 0         | 0         | 14    | 3     |
| Неман            | 2019             | Высшая лига      | 24   | 2    | 1     | 0     | 0         | 0         | 25    | 2     |
| Неман            | 2020             | Высшая лига      | 25   | 0    | 1     | 0     | 0         | 0         | 26    | 0     |
| Неман            | 2021             | Высшая лига      | 20   | 0    | 2     | 0     | 0         | 0         | 22    | 0     |
| Всего за карьеру | Всего за карьеру | Всего за карьеру | 238  | 20   | 35    | 3     | 4         | 0         | 277   | 23    |